# Станіслав Ослизло
Станіслав Ослизло (пол. Stanisław Oślizło; нар. 13 листопада 1937, Єдловник, Польща) — польський футболіст, виступав на позиції захисника, вихованець «Колеяж» (Водзіслав-Шльонський), капітан збірної Польщі та «Гурника» (Забже), автор єдиного голу в історії польських клубів у фіналі Кубку володарів кубків у матчі з «Манчестер Сіті».

## Життєпис
Народився в Єдловнику (один з районів Водзіслав-Шльонський), випускник загальноосвітнього лицію Водзіслава. Вихованець та колишній гравець клубу «Одра» (Водзіслав-Шльонський) (на той час — «Колеяж» (Водзіслав-Шльонський). Потім виступав за «Колеяж Катовиці» (1954-1955), «Гурник Радлін» (1956-1959), з яким двічі виходив та вилітав до Екстракляси. Потім був гравцем «Гурника Забже». Ослизло зіграв 57 матчів у збірної Польщі, в яких відзначився 1 голом. 8 разовий чемпіон Польщі (1961-1972), 6-разовий володар кубку Польщі (1965, 1968, 1969, 1970, 1971, 1972), фіналіст Кубку володарів кубків (1970).
Заслужений майстер спорту. Чотириразовий лауреат «Золотих черевиків» у плебісциті «Спорт» (1961, 1962/63, 1966/67 та 1967/68).
Як тренер працював у т.ч. у ГКС Катовиці (весняна частина сезону 1978/79 та осіння частина сезону 1979/80 — звільнений ще до початку зимової перерви), «Одрі» (Водзіслав-Шльонський), «П'яст» (Гливиці) та «Гурника» (Забже). Разом з «Гурником» будучи футболістом 6 разів вигравав кубок Польщі (єдиний гравець в Європі), а також 1 разу вже будучи головним тренером цього клубу (єдина команда в Польщі, яка має таке досягнення). Був головною персоною під час 60-річного ювілею «Гурника» (Забже). Працював прес-секретарем забженського клубу.
Указом Президента Республіки Польща Олександра Квасьнєвського від 7 листопада 2001 року він був нагороджений хрестом офіцера ордену Відродження Польщі «за видатний внесок у розвиток футболу, за соціальну діяльність».
З 2014 року член клубу видатних гравців збірної.